# Mongolojassus sibiricus
Mongolojassus sibiricus är en insektsart som beskrevs av Géza Horváth 1901. Mongolojassus sibiricus ingår i släktet Mongolojassus och familjen dvärgstritar. Enligt den finländska rödlistan är arten sårbar i Finland. Artens livsmiljö är ruderatmarker, vägrenar och banvallar. Inga underarter finns listade i Catalogue of Life.